# Rasmus Roosleht
Rasmus Roosleht (* 25. Juli 2002 in Pärnu) ist ein estnischer Leichtathlet, der sich auf den Zehnkampf spezialisiert hat.

## Sportliche Laufbahn
Erste internationale Erfahrungen sammelte Rasmus Roosleht beim Europäischen Olympischen Jugendfestival (EYOF) 2019 in Baku, bei dem er im Kugelstoßen mit 16,04 m in der Qualifikationsrunde ausschied und im Diskuswurf mit 52,46 m auf den elften Platz gelangte. 2021 musste er den Zehnkampf bei den U20-Europameisterschaften in Tallinn vorzeitig beenden und 2023 belegte er bei den U23-Europameisterschaften in Espoo mit 8010 Punkten den fünften Platz. Im Jahr darauf startete er erstmals beim Hypomeeting in Götzis, musste dort aber seinen Wettkampf vorzeitig beenden und 2025 belegte er bei den Halleneuropameisterschaften in Apeldoorn mit 6062 Punkten den siebten Platz im Siebenkampf.
2024 wurde Roosleht estnischer Meister im Zehnkampf.

## Persönliche Bestleistungen
- Zehnkampf: 8026 Punkte, 30. Juni 2024 in Tallinn
  - Siebenkampf (Halle): 6062 Punkte, 8. März 2025 in Apeldoorn